# Turó de l'Home
|  | Per a altres significats, vegeu «Turó de l'Home (desambiguació)». |

El Turó de l'Home és la muntanya més alta del massís del Montseny, amb una altitud de 1.705,8 m, cosa que el situa per sobre dels altres dos cims més representatius del massís, les Agudes (1.705,4 m) i el Matagalls (1.697,2 m). El cim i les muntanyes properes fan de divisòria d'aigües entre la riera de Santa Fe i la Tordera. La muntanya és famosa per l'observatori meteorològic que alberga d'ençà de l'any 1932.
Aquest cim no està inclòs a la llista dels 100 cims de la FEEC.

## L'Observatori del Turó de l'Home
Ideat per Artur Osona, soci de l'Associació Catalanista d'Excursions Científiques (ACEC), l'observatori i refugi del Turó de l'Home es va començar a construir l'any 1881 amb els recursos obtinguts a partir d'una subscripció popular. Aquell mateix any, l'ACEC va passar a ser el Centre Excursionista de Catalunya (CEC). Dificultats imprevistes en les obres de desmunt i les males condicions meteorològiques al cim van impedir dur a terme el somni d'Artur Osona, que va quedar latent fins que un altre soci del CEC, Eduard Fontserè, va fer seu el projecte. El Dr. Fontserè també era director del Servei Meteorològic de Catalunya (1921-1939), entitat que va impulsar extraordinàriament la meteorologia a Catalunya i va adquirir un gran prestigi internacional. Per això, el Servei Meteorològic de Catalunya era membre de ple dret de l'Organització Meteorològica Internacional (entitat precursora de l'actual Organització Meteorològica Mundial) i participava en iniciatives internacionals per fer avançar la ciència meteorològica i climàtica. Una d'aquestes iniciatives va ser el Segon Any Polar Internacional (API, 1932-1933), en què es va sol·licitar dur a terme mesures meteorològiques en cims elevats amb l'objectiu d'obtenir dades que permetessin investigar la circulació atmosfèrica entre les regions polars i les baixes latituds.
La resposta del Servei Meteorològic de Catalunya va ser immediata i es va crear l'estació meteorològica de Sant Jeroni, a Montserrat, i l'Observatori del Turó de l'Home, al Montseny, amb l'ajut de la Generalitat de Catalunya i el suport de la Secció de Ciències de l'Institut d'Estudis Catalans. L'estació de Montserrat era de caràcter temporal, ideada específicament per a la campanya de l'Any Polar Internacional. L'Observatori del Turó de l'Home, en canvi, es va construir amb la intenció que perdurés i es convertís en un punt d'investigació i recerca internacional on meteoròlegs de tot el món poguessin desenvolupar els seus estudis atmosfèrics o climàtics. 
La caseta de fusta va ser projectada per l'arquitecte Damià Ribas i construïda per l'empresa Ribas i Pradell als seus tallers del carrer Sicília de Barcelona. L'Observatori Meteorològic del Turó de l'Home es va inaugurar el 1932, a temps per desenvolupar la tasca científica encarregada per l'Any Polar Internacional, amb el Sr. Josep Gil de Gràcia i la seva senyora com a primers observadors.
La Guerra Civil espanyola va estroncar la iniciativa. El Servei Meteorològic de Catalunya es va clausurar i tots els seus béns van ser confiscats, si no destruïts o directament robats. L'Observatori del Turó de l'Home va passar a mans del Servicio Meteorológico Nacional, que el desembre de l'any 1940 va reprendre les observacions meteorològiques. Dues obres d'ampliació posteriors van substituir la caseta inicial, amb doble paret de fusta amb farciment de suro, per una nova construcció més moderna amb sostre de fibrociment.
Una base militar al cim veí, el Puig Sesolles
Amb la instal·lació d'una base militar, l'any 1974, al cim veí, el Puig Sesolles, es va obrir una carretera fins al cim prèviament aplanat del Puig Sesolles. De retruc, aquesta carretera també va facilitar l'accés a l'observatori. L'anomenat Centre Tàctic de Transmissions de l'Exèrcit de Terra va albergar una dotació de més de 50 militars fins a l'any 2001 i va modificar definitivament el perfil del Puig Sesolles, amb l'aplanament del cim, la pavimentació  de més de 3.000 m² i la construcció de l'heliport, la caserna, les edificacions annexes (cantina i biblioteca) i la gran torre de comunicacions. El 1998, el Ministeri de Defensa, després d'un llarg procés de replantejament del funcionament d'aquesta estació militar estratègica, va decidir prescindir de la presència permanent del contingent militar i va deixar en desús els edificis militars. Posteriorment es va signar un conveni de col·laboració entre el Ministeri de Defensa i la Diputació de Barcelona segons el qual se cedia l'ús a aquest organisme provincial perquè la institució gestora del parc fes un programa de restauració i millora d'aquest sector. L'any 2001 es van començar a enderrocar la caserna i la majoria de les instal·lacions del complex militar. Posteriorment (entre l'any 2006 i el 2008), en el marc del conveni de col·laboració entre l'Obra Social "la Caixa" i la Diputació de Barcelona, es van començar els treballs de restauració de l'entorn sota el nom “Pla Director del Turó de l'Home”.
Avui dia, de tota la infraestructura construïda només en queda l'antena de comunicacions, que continua en funcionament.
L'acabament de les observacions manuals a l'Observatori del Turó de l'Home
Curiosament, la fi de la base militar va coincidir en el temps amb el declivi de l'Observatori del Turó de l'Home. Les últimes observacions de precipitació corresponen a l'any 2001, i el 2003 s'acaben les observacions sistemàtiques de la sèrie termomètrica.
Des de llavors, l'observatori s'ha anat degradant progressivament fins a arribar a l'estat de semiabandonament en què es troba en l'actualitat.
La placa de reconeixement al Dr. Fontserè
L'any 1970, amb motiu de la mort del Dr. Fontserè, el Centre Excursionista de Catalunya va voler instal·lar una placa commemorativa en record seu a l'Observatori del Turó de l'Home. El fet d'estar escrita en català va ser un obstacle per poder-la col·locar, cosa que no va ser possible fins al cap de 25 anys, el novembre del 1995. Des de llavors, els excursionistes que arriben al Turó de l'Home poden llegir la ressenya de la construcció de l'observatori i de la relació del Dr. Fontserè amb el món excursionista.
Les actuacions del Servei Meteorològic de Catalunya
L'actual Servei Meteorològic de Catalunya (SMC, 1996-actualitat) es va interessar per l'Observatori del Turó de l'Home ja des dels inicis de la seva nova etapa. No va ser fins al 21 de juliol de l'any 2009 que, en el marc de la Comissió Bilateral Generalitat-Estat, es va certificar l'acord sobre la cessió de la titularitat a la Generalitat de Catalunya de l'Observatori Meteorològic del Turó de l'Home. Des de llavors, dificultats tant de tipus administratiu com polític han fet impossible la consecució d'aquest acord. 
Per evitar la interrupció definitiva de la sèrie meteorològica, el  2010, el Servei Meteorològic de Catalunya va instal·lar a la zona una estació meteorològica automàtica. No es va poder situar al mateix observatori, com hauria estat preferible, per la impossibilitat de garantir la seguretat dels aparells automàtics. Per això es va triar el cim proper, el Puig Sesolles, ja dotat d'una tanca perimetral de protecció de la zona central del cim. L'estació meteorològica automàtica del Puig Sesolles forma part de la Xarxa d'Estacions Automàtiques (XEMA) del Servei Meteorològic de Catalunya i els seus registres es poden consultar al lloc web del Servei Meteorològic de Catalunya.
Pel que fa a la documentació de l'observatori, l'SMC disposa dels registres digitalitzats de dos períodes històrics diferents del Turó de l'Home: 1932-1938 i 1940-2001. A la Cartoteca de Catalunya es guarda físicament la documentació fins a l'any 1938, que recentment ha fet servir l'artista Perejaume en l'exposició “Maniobra de Perejaume” al MNAC
L'Observatori del Turó de l'Home és una de les fites més estimades del primer Servei Meteorològic de Catalunya que el pas del temps ha convertit en tot un símbol per a la meteorologia i l'excursionisme català. Tal com va dir Fontserè a la conferència impartida a la Societat de Ciències Físiques, Químiques i Matemàtiques, el 24 de gener de 1933:
```
“
L'observatori del Montseny ha de continuar i continuarà. La caseta de fusta que avui li servei d'estatge, serà, no ho dubto, substituïda per un edifici definitiu, i a l'actual observador aniran a ajuntar-s'hi, no solament meteoròlegs de la nostra terra, encarregats de vigilar l'atmosfera des de França fins a l'Ebre i des de l'Aragó fins al mar, sinó també especialistes que vinguin de fora per aprofitar el nostre cel per llurs estudis.”
[
13
]
```

## Clima
El clima del Turó de l'Home és continental humit (Dfb), segons la Classificació climàtica de Köppen, amb temperatures mitjanes que no superen els 20 °C però se superen els 10 °C durant quatre o més mesos a l'any. La seva altitud de 1.705,8msnm també influeix en les condicions climatològiques de la muntanya.
La temperatura mitjana anual del Turó de l'Home és de 6.9 °C. El mes més fred és el gener, amb una temperatura mitjana d'1.0 °C, i el més càlid el juliol, amb una temperatura mitjana de 15.4 °C. Durant quatre mesos les mínimes són inferiors als 0 °C, i durant dos mesos són superiors als 10 °C. Durant l'estiu les mitjanes es mouen entre els 10 i els 15 °C, mentre que a l'hivern entre els 0 i els 5 °C. La temperatura mínima absoluta es va donar el 2 de febrer de 1956, quant es van registrar -19.8 °C. La temperatura màxima absoluta es va donar el 15 d'agost de 1987, quan es van registrar 31.8 °C.

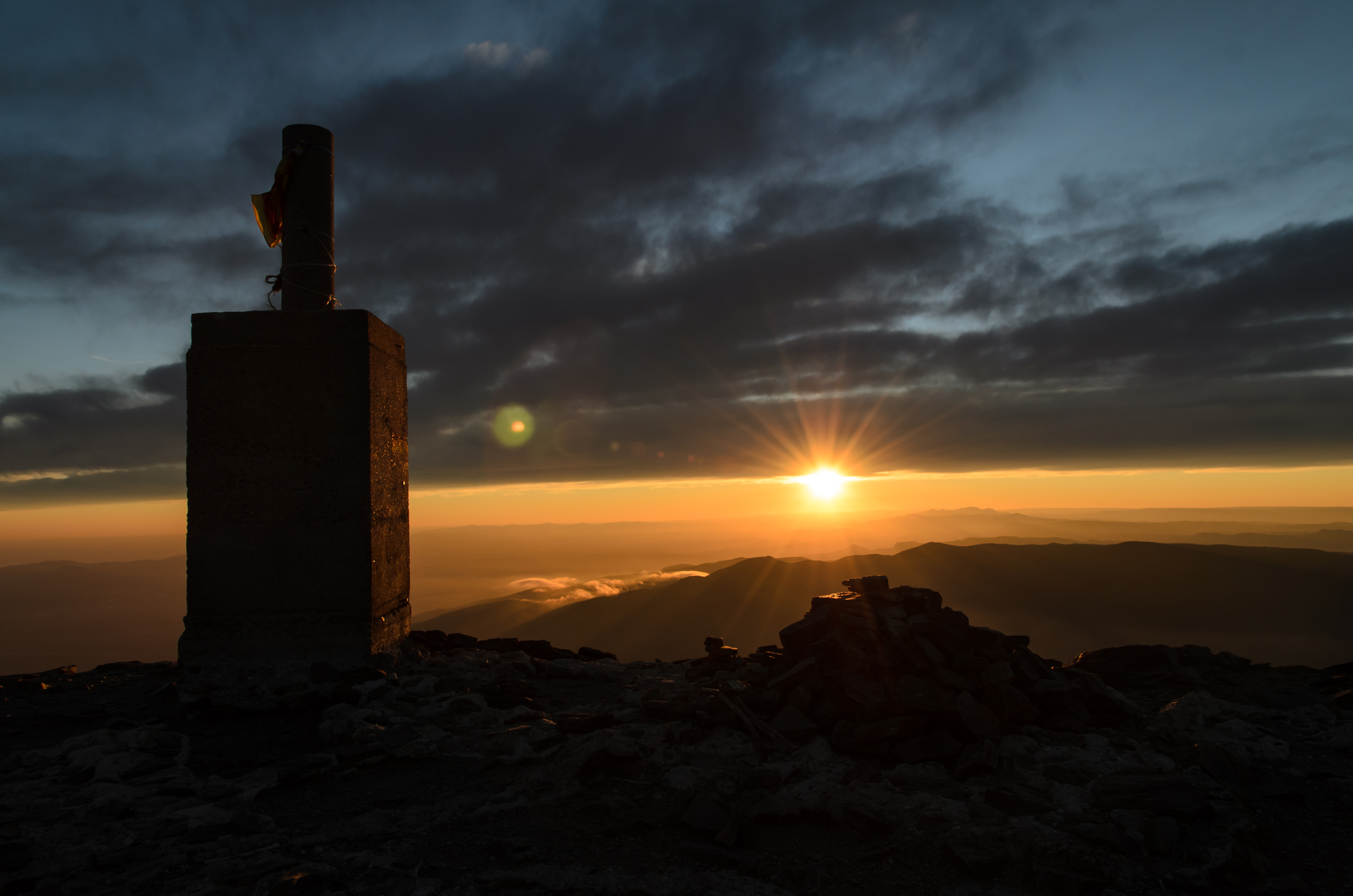
La muntanya rep una mitjana de 2.098 hores de sol anuals. A la foto s'hi mostra el vèrtex geodèsic del cim amb una posta de sol de tardor.

Les precipitacions són molt abundants al Turó de l'Home, amb una mitjana anual de 1.063 mm. El mes més plujós/nivós és el desembre, amb 113 mm, i el mes més sec és el juliol, amb 44 mm. Tots els mesos reben abundants precipitacions, superant-se els 100 mm mensuals en cinc. D'aquesta precipitació, una part cau en forma de pluja i l'altra en forma de neu. Hi ha 132 dies anuals de precipitacions en forma de pluja: el mes amb menys dies de pluja és el febrer, amb 1 dia, i el mes amb més dies de pluja és el maig, amb 12 dies. També hi ha 51 dies anuals de precipitacions en forma de neu: el mes amb menys dies de neu és el juliol, amb 0 dies, i els mesos amb més dies de neu són el febrer i el març, amb 9 dies. A l'hivern la majoria de les precipitacions són en forma de neu, i a l'estiu gairebé totes són en forma de pluja.
La humitat relativa mitjana anual del Turó de l'Home és del 77%. El mes amb la humitat relativa més baixa és el gener, amb un 71%, i el mes amb la humitat relativa més alta és el maig, amb un 82%. Tots els mesos tenen una humitat relativa força alta, ja que totes les mitjanes mensuals superen el 70% d'humitat relativa.
Al Turó de l'Home s'hi donen una mitjana de 2.098 hores de sol, sent el mes més fosc el febrer amb 138 hores i el mes més il·luminat el juny amb 353 hores. Tots els mesos tenen un nombre mitjà d'hores de sol superior a les 100 hores, la qual cosa significa que tots els mesos reben un nombre força elevat d'hores de sol.
| Dades climàtiques a Turó de l'Home    | Dades climàtiques a Turó de l'Home | Dades climàtiques a Turó de l'Home | Dades climàtiques a Turó de l'Home | Dades climàtiques a Turó de l'Home | Dades climàtiques a Turó de l'Home | Dades climàtiques a Turó de l'Home | Dades climàtiques a Turó de l'Home | Dades climàtiques a Turó de l'Home | Dades climàtiques a Turó de l'Home | Dades climàtiques a Turó de l'Home | Dades climàtiques a Turó de l'Home | Dades climàtiques a Turó de l'Home | Dades climàtiques a Turó de l'Home |
| Mes                                   | gen                                | febr                               | març                               | abr                                | maig                               | juny                               | jul                                | ag                                 | set                                | oct                                | nov                                | des                                | anual                              |
| ------------------------------------- | ---------------------------------- | ---------------------------------- | ---------------------------------- | ---------------------------------- | ---------------------------------- | ---------------------------------- | ---------------------------------- | ---------------------------------- | ---------------------------------- | ---------------------------------- | ---------------------------------- | ---------------------------------- | ---------------------------------- |
| Màxima rècord °C (°F)                 | 15.0 (59)                          | 15.5 (59.9)                        | 18.2 (64.8)                        | 18.8 (65.8)                        | 22.6 (72.7)                        | 27.6 (81.7)                        | 31.5 (88.7)                        | 31.8 (89.2)                        | 27.8 (82)                          | 21.1 (70)                          | 19.4 (66.9)                        | 17.8 (64)                          | 31.8 (89.2)                        |
| Màxima mitjana °C (°F)                | 3.7 (38.7)                         | 3.6 (38.5)                         | 5.4 (41.7)                         | 6.7 (44.1)                         | 10.7 (51.3)                        | 15.0 (59)                          | 19.2 (66.6)                        | 19.0 (66.2)                        | 15.3 (59.5)                        | 10.4 (50.7)                        | 7.1 (44.8)                         | 4.9 (40.8)                         | 10.0 (50)                          |
| Mitjana diària °C (°F)                | 1.0 (33.8)                         | 0.8 (33.4)                         | 2.2 (36)                           | 3.4 (38.1)                         | 7.4 (45.3)                         | 11.5 (52.7)                        | 15.4 (59.7)                        | 15.3 (59.5)                        | 12.0 (53.6)                        | 7.5 (45.5)                         | 4.3 (39.7)                         | 2.2 (36)                           | 6.9 (44.4)                         |
| Mínima mitjana °C (°F)                | −1.8 (28.8)                        | −2.0 (28.4)                        | −0.9 (30.4)                        | 0.2 (32.4)                         | 4.1 (39.4)                         | 8.1 (46.6)                         | 11.7 (53.1)                        | 11.7 (53.1)                        | 8.8 (47.8)                         | 4.6 (40.3)                         | 1.5 (34.7)                         | −0.6 (30.9)                        | 3.8 (38.8)                         |
| Mínima rècord °C (°F)                 | −16.2 (2.8)                        | −19.8 (−3.6)                       | −12.8 (9)                          | −9.2 (15.4)                        | −5.5 (22.1)                        | −0.5 (31.1)                        | 3.4 (38.1)                         | 0.4 (32.7)                         | −0.6 (30.9)                        | −5.0 (23)                          | −11.1 (12)                         | −15.0 (5)                          | −19.8 (−3.6)                       |
| Precipitació mitjana mm (polzades)    | 111 (4.37)                         | 78 (3.07)                          | 82 (3.23)                          | 86 (3.39)                          | 105 (4.13)                         | 79 (3.11)                          | 44 (1.73)                          | 75 (2.95)                          | 92 (3.62)                          | 104 (4.09)                         | 106 (4.17)                         | 113 (4.45)                         | 1.063 (41,85)                      |
| Mitjana de dies de pluja              | 3                                  | 1                                  | 3                                  | 6                                  | 12                                 | 11                                 | 7                                  | 10                                 | 11                                 | 11                                 | 7                                  | 6                                  | 132                                |
| Mitjana de dies de neu                | 8                                  | 9                                  | 9                                  | 8                                  | 2                                  | 0.4                                | 0                                  | 0.1                                | 0.5                                | 1                                  | 4                                  | 5                                  | 51                                 |
| Humitat relativa mitjana (%)          | 71                                 | 79                                 | 80                                 | 81                                 | 82                                 | 79                                 | 72                                 | 76                                 | 81                                 | 79                                 | 72                                 | 72                                 | 77                                 |
| Mitjana mensual d'hores de sol        | 165                                | 138                                | 151                                | 149                                | 161                                | 199                                | 353                                | 215                                | 173                                | 161                                | 160                                | 152                                | 2.098                              |
| Font: Agència Estatal de Meteorologia |                                    |                                    |                                    |                                    |                                    |                                    |                                    |                                    |                                    |                                    |                                    |                                    |                                    |